# 内湖镇
内湖镇，是中华人民共和国广东省汕尾市陆丰市下辖的一个乡镇级行政单位。

## 行政区划
内湖镇下辖以下地区：
内湖村、军湖村、头陂村、三陂村、赤岭村、小坞村、西陂村、东山村和龙湖村。